# Geoffrey Fry
Sir Geoffrey Storrs Fry (27 de julho de 1888 – 1960) foi um advogado britânico que serviu como secretário particular dos primeiros-ministros Andrew Bonar Law e Stanley Baldwin.

## Vida
Nascido em 27 de julho de 1888, Geoffrey era o filho mais novo de Francis James Fry e sua segunda esposa, Elizabeth "Bessie" Fry. Seu pai era uma figura proeminente na cidade de Bristol, que ocupou inúmeros cargos municipais e serviu como diretor da fabricante de chocolate J. S. Fry & Sons.
Geoffrey estudou nas escolas preparatórias de Haseley Manor e Harrow. Também frequentou as instituições de ensino superior King's College e Lincoln's Inn. Em 1913, obteve a licença para advogar. Dois anos depois, casou-se com Alathea Margaret Gwendolin Valentine Gardner, a segunda filha de Herbert Gardner. O casal teve uma filha, Jennifer, nascida em 1916.
Entre 1915 e 1919, trabalhou no Ministério do Interior e no Tesouro. Mais tarde, foi nomeado secretário particular Andrew Bonar Law e de seu sucessor, Stanley Baldwin, com quem permaneceu por 16 anos. Neste cargo, ganhou a reputação de secretário particular ideal por sua eficiência e discrição. Foi condecorado com a Ordem do Banho (CB) em 25 de maio de 1923 e nomeado Comandante da Real Ordem Vitoriana (CVO) em 3 de junho de 1929. Foi também nomeado Cavaleiro Comandante da Ordem do Banho em 1937.